# ایهور کریووبوک
ایهور کریووبوک (اوکراینی: Ігор Федорович Кривобок؛ زادهٔ ۲۸ ژوئیهٔ ۱۹۷۸) بازیکن فوتبال اهل اوکراین است.
از باشگاه‌هایی که در آن بازی کرده‌است می‌توان به باشگاه فوتبال کریفباس کریفیی ریه، باشگاه فوتبال تورپیدو-بلاز ژودزینا، باشگاه فوتبال سموراگون، باشگاه فوتبال اسپارتاک ایوانو-فرانکیفسک، و باشگاه فوتبال نمان گرودنو اشاره کرد.